# جيمس جاي فوكس
جيمس جاي فوكس (بالإنجليزية: James J. Fox)‏ هو عالم إنسان وأستاذ جامعي أسترالي، ولد في 1940.